# Kardiopulmonální resuscitace

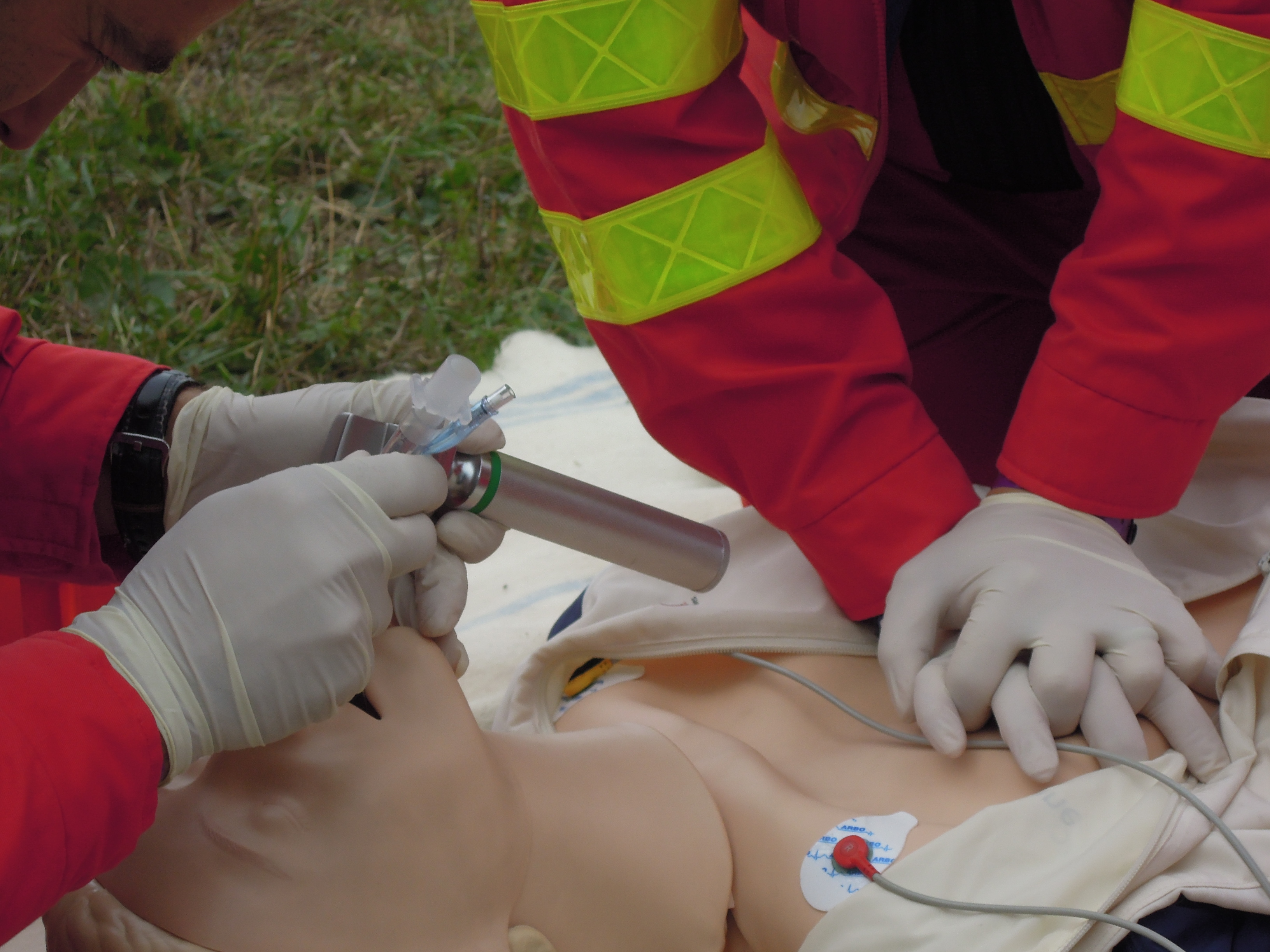
Záchranáři provádějí srdeční masáž a endotracheální intubaci

Stlačování hrudníku na cvičné figuríně

Kardiopulmonální resuscitace (KPR) je metoda, jejímž cílem je oddálení klinické smrti a zamezení nevratného poškození životně důležitých orgánů. Jedná se o nepřímou srdeční masáž a umělou plicní ventilaci, které dočasně suplují základní životní funkce – srdeční činnost a dýchání.
Kardiopulmonální resuscitace se zpravidla provádí při zjištění známek zástavy oběhu – postižený je v bezvědomí a nedýchá normálně. Nedýchá-li postižený normálně, může vykazovat známky hypoxie (nedostatku kyslíku v organismu): rty, ušní boltce, špička nosu a nehtová lůžka jsou namodralé, kůže je voskově bledá.

## Doporučené postupy
Správný postup pro poskytování KPR upravují doporučené postupy (guidelines) vydané Evropskou resuscitační radou (ECR). Guidelines jsou každých pět let aktualizována, dle nejnovějších statistik a výzkumů. Aktuální doporučení jsou z roku 2021.
Guidelines vydané ECR dělíme na:
- Základní neodkladnou resuscitaci pro laiky (BLS – basic life support)
- Základní neodkladnou resuscitaci pro zdravotníky a školené zachránce (ALS – advanced life support)

## Základní laická neodkladná resuscitace dospělých
1. Ujistíme se, že nám nehrozí žádné nebezpečí.
2. Zjistíme, zda je osoba v bezvědomí.
  - Postiženého nejdříve hlasitě oslovíme (popřípadě zkusíme bolestivé podněty).
  - Nereaguje-li mohu se pokusit upoutat jeho pozornost jemným sešlápnutím jeho paty k zemi.
  - Po nasazení ochranných rukavic (pokud je máme) zatřeseme zády postiženého.
  - Pokud stále nereaguje, zavoláme hlasitým "Pomoc!" další zachránce z okolí.
3. Zjistíme, jestli postižený dýchá normálně.
  - Bližší postup viz bezvědomí.
  - Zprůchodníme dýchací cesty.
    - Pokud je to možné, zraněného uložíme na záda na rovnou podložku a dýchací cesty uvolníme prostým zakloněním hlavy.
4. Pokud nedýchá normálně voláme zdravotnickou záchrannou službu – tel. 155.
  - Uvedeme naše jméno, místo události, zdravotní stav pacienta, popř. počet zraněných nebo velikost události a další informace podle pokynů operátora.[1]
5. Pokud je v okolí AED použijeme jej (necháme si jej přinést).
6. Zahájíme zevní srdeční masáž.

### Zevní srdeční masáž (masáž srdce)

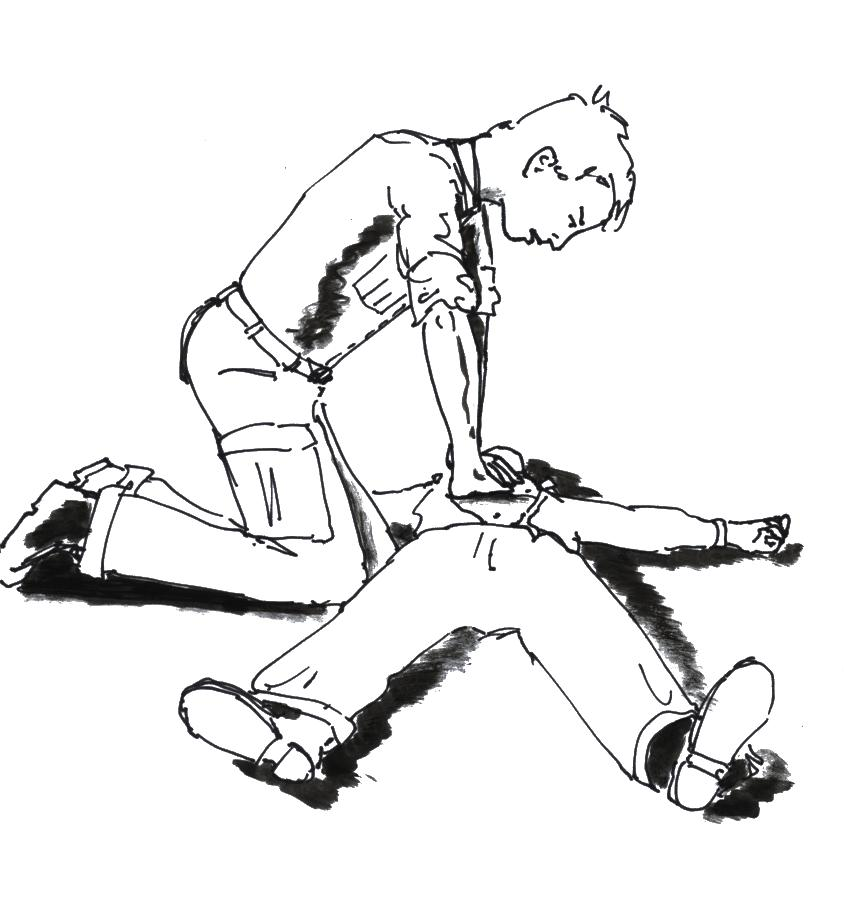
Masáž srdce

- Odstraníme oděv z hrudi postiženého.
- Natažené paže položíme na střed hrudní kosti. (Střed spojnice bradavek)
- Stlačujeme hrudník do hloubky 4-6 cm směrem k páteři.
- Frekvence masáže je 100–120 stlačení za minutu, tj. prakticky dvakrát za sekundu.
- Masírujeme s propnutýma rukama přeloženými zápěstími přes sebe (s propletenými prsty) kývavým pohybem celého těla.
- Při více zachráncích se mohou zachránci v případě únavy v masírování vystřídat. Toto předání provádíme co nejrychleji bez zbytečné pauzy.

### Plicní ventilace (umělé dýchání)
- postiženému zakloníme hlavu

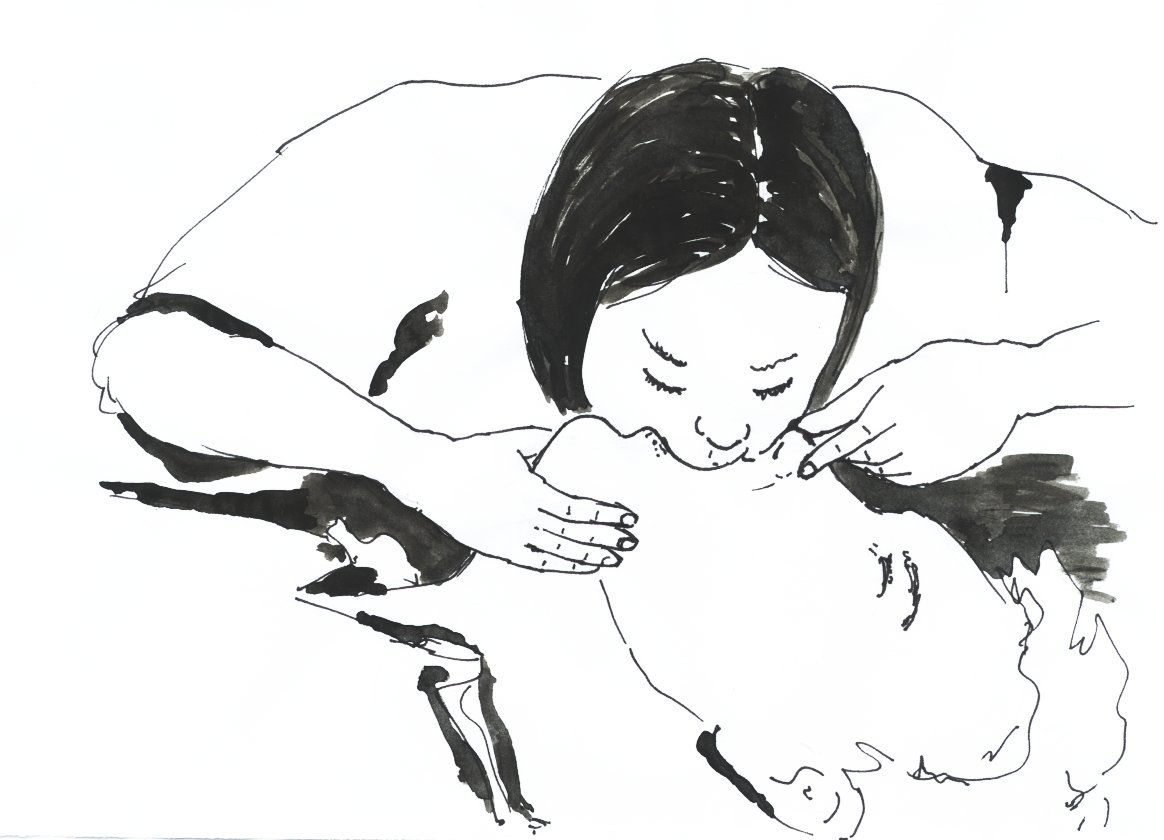
Dýchání z úst do úst

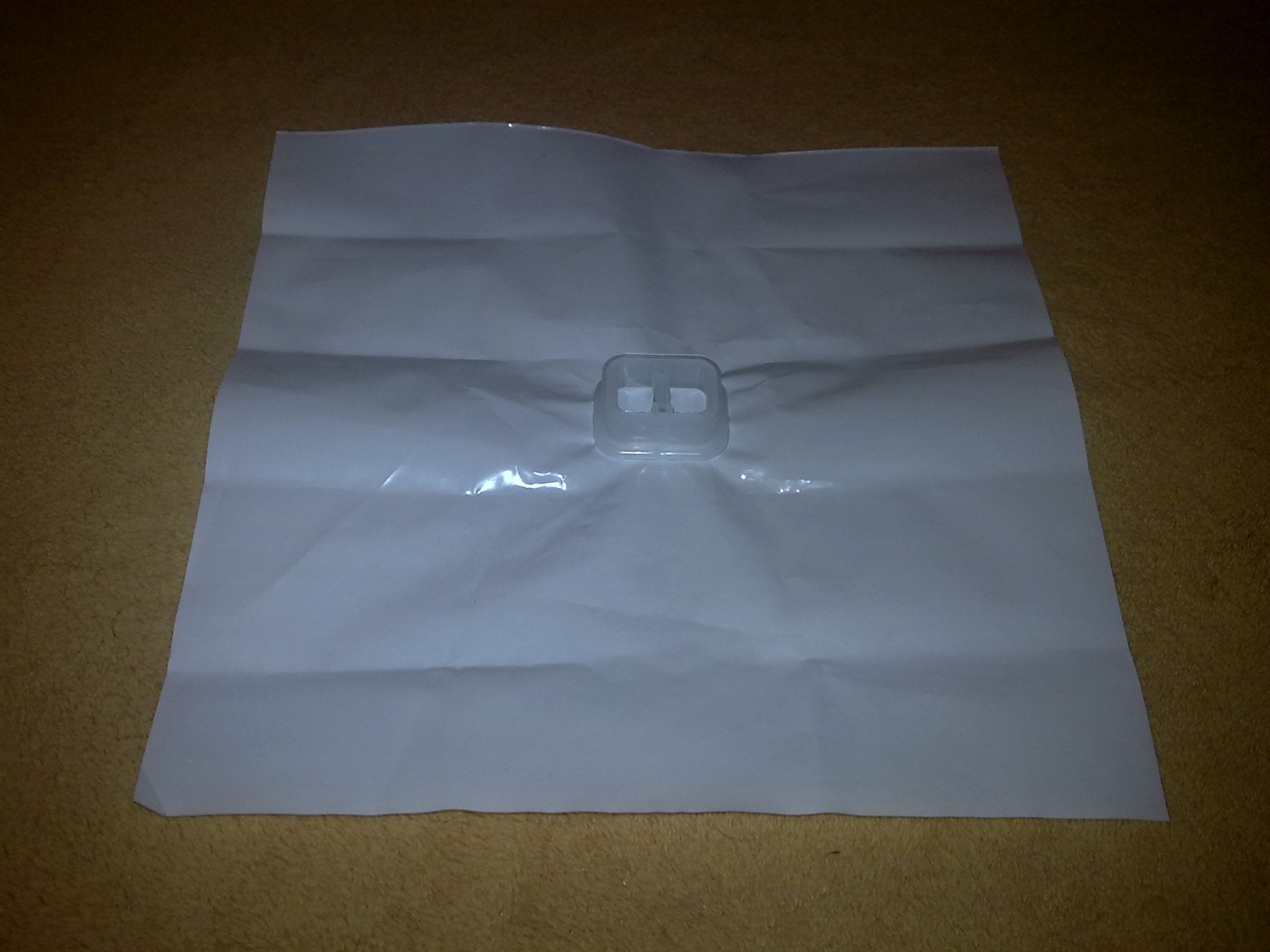
Resuscitační rouška

- prsty jedné ruky zacpeme nosní díry a nadechneme se (objem vdechu by měl být jako u normálního nádechu, velký objem vdechu je chybou!)
- široce otevřeme ústa, přitiskneme je kolem úst poraněného a vydechneme vzduch do jeho plic
- pozorujeme, jak se zvedá hrudník
- oddálením úst umožníme výdech, pozorujeme hrudník, zda klesá, a zároveň se nadechujeme
- máme-li k dispozici lékárničku použijeme resuscitační roušku, nebo resuscitační masku

|                                                                  | Poměr stlačení : vdechům | Technika stlačování | Zahájení KPR  |
| ---------------------------------------------------------------- | ------------------------ | ------------------- | ------------- |
| Dospělí                                                          | 30:2                     | 2 ruce              | 30 stlačeními |
| Kojenci a děti 1 – 8 let                                         | 15:2                     | 1 – 2 ruce pozn. 1  | 5 vdechy      |
| Novorozenci                                                      | 3:1                      | 2 prsty pozn. 2     | 5 vdechy      |
| Dospělí – při zástavě kvůli obstrukci dýchacích cest nebo tonutí | 30:2                     | 2 ruce              | 5 vdechy      |

Poznámky:
1. technika stlačování záleží na vzrůstu dítěte / zachránce
2. při poskytování KPR dvěma zachránci se doporučuje používat metodu objímání (obejmeme rukama hrudník dítěte a resuscitujeme dvěma palci ), při poskytování KPR jedním zachráncem stlačujeme ukazovákem a prostředníkem jedné ruky
3. při zástavě oběhu u dospělého, která je zapříčiněna tonutím nebo dušením, zahajujeme KPR 5 vdechy a následně pokračujeme dle schématu 30:2

## Resuscitace laiky
Za laického zachránce se považuje každý občan České republiky starší 18 let, který je ze zákona povinen poskytnout první pomoc.
Laický zachránce poskytuje nepřetržitou srdeční masáž, a pokud se sám nerozhodne jinak, vynechává plicní ventilaci. U laiků neodlišujeme doporučované postupy pro resuscitaci dospělých a dětí, postup se liší pouze technikou stlačování hrudníku. Pokud se laický zachránce rozhodne provádět plicní ventilaci, postupuje podle doporučených postupů pro zdravotníky a školené zachránce.
1. Zjistíme, zda je osoba v bezvědomí.
2. Zavoláme pomoc z okolí.
3. Zprůchodníme dýchací cesty a zjistíme, zda postižený dýchá.
4. Voláme 155 nebo (zejména v zahraničí) 112.
5. Zahajujeme zevní srdeční masáž.
  - stlačujeme uprostřed hrudníku (dolní konec hrudní kosti, mezi bradavkami)
  - frekvence stlačení 100 – 120 za minutu
  - hloubka stlačení 5 – 6 cm (u dětí přibližně 1/3 předozadního průměru hrudníku)
6. V zevní srdeční masáži pokračujeme, dokud:
  1. neobnovíme krevní oběh a dýchání (objeví se známky života – kašlání, polykání, pohyb, otevření očí)
  2. nepřevezme pacienta ZZS
  3. nedojde k úplnému vyčerpání zachránce.

## Resuscitace školenými zachránci

### Dospělí
1. Zjistíme, zda je osoba v bezvědomí.
2. Zavoláme pomoc z okolí.
3. Zprůchodníme dýchací cesty a zjistíme, zda postižený dýchá.
4. Voláme 155.
5. Zahajujeme KPR
  - KPR započneme 30 stlačeními
  - stlačujeme uprostřed hrudníku (dolní konec hrudní kosti, mezi bradavkami)
  - frekvence stlačení 100 za minutu
  - hloubka stlačení 5 - 6 cm
  - následují 2 vdechy, velký objem je chybou!
6. V zevní srdeční masáži pokračujeme, dokud:
  1. neobnovíme krevní oběh a dýchání (objeví se známky života – kašlání, polykání, pohyb, otevření očí)
  2. nepřevezme pacienta ZZS
  3. nedojde k úplnému vyčerpání zachránce.

### Děti
U kojenců a dětí od jednoho roku do puberty bývá zástava krevního oběhu způsobená dušením. Postup je stejný jako u dospělých, avšak je lépe použít změněné pořadí.
1. Zjistíme, zda je dítě v bezvědomí.
2. Zavoláme pomoc z okolí.
3. Zprůchodníme dýchací cesty a zjistíme, zda postižený dýchá.
4. Zahajujeme KPR
  - stlačujeme uprostřed hrudníku (dolní konec hrudní kosti, mezi bradavkami)
  - KPR započneme 5 vdechy, velký objem je chybou!
  - následuje 15 stlačení: 2 vdechům
  - frekvence stlačení 100 – 120 za minutu
  - hloubka stlačení přibližně 1/3 předozadního průměru hrudníku)
  - pokud do 1 minuty kompletní resuscitace nedojde k obnovení základních životních funkcí, voláme linku 155 nebo (zejména v zahraničí) 112.
5. V zevní srdeční masáži pokračujeme, dokud:
  1. neobnovíme krevní oběh a dýchání (objeví se známky života – kašlání, polykání, pohyb, otevření očí)
  2. nepřevezme pacienta ZZS
  3. nedojde k úplnému vyčerpání zachránce.

### Novorozenci
1. Zjistíme, zda je novorozenec v bezvědomí.
2. Zavoláme pomoc z okolí.
3. Zprůchodníme dýchací cesty a zjistíme, zda postižený dýchá.
4. Zahajujeme KPR
  - KPR započneme 5 vdechy, vyfukujeme cca objem našich úst, velký objem je chybou!
  - následuje 3 stlačení: 1 vdechu
  - stlačujeme uprostřed hrudníku (dolní konec hrudní kosti, mezi bradavkami)
  - hrudník stlačujeme dvěma prsty
  - frekvence stlačení 100 – 120 za minutu
  - hloubka stlačení přibližně 1/3 předozadního průměru hrudníku
  - pokud do 1 minuty kompletní resuscitace nedojde k obnovení životních funkcí, voláme 155 nebo (zejména v zahraničí) 112.
5. V zevní srdeční masáži pokračujeme, dokud:
  1. neobnovíme krevní oběh a dýchání (objeví se známky života – kašlání, polykání, pohyb, otevření očí)
  2. nepřevezme pacienta ZZS
  3. nedojde k úplnému vyčerpání zachránce.

## Automatizovaný externí defibrilátor

Mezinárodní symbol umístění automatizovaného externího defibrilátoru

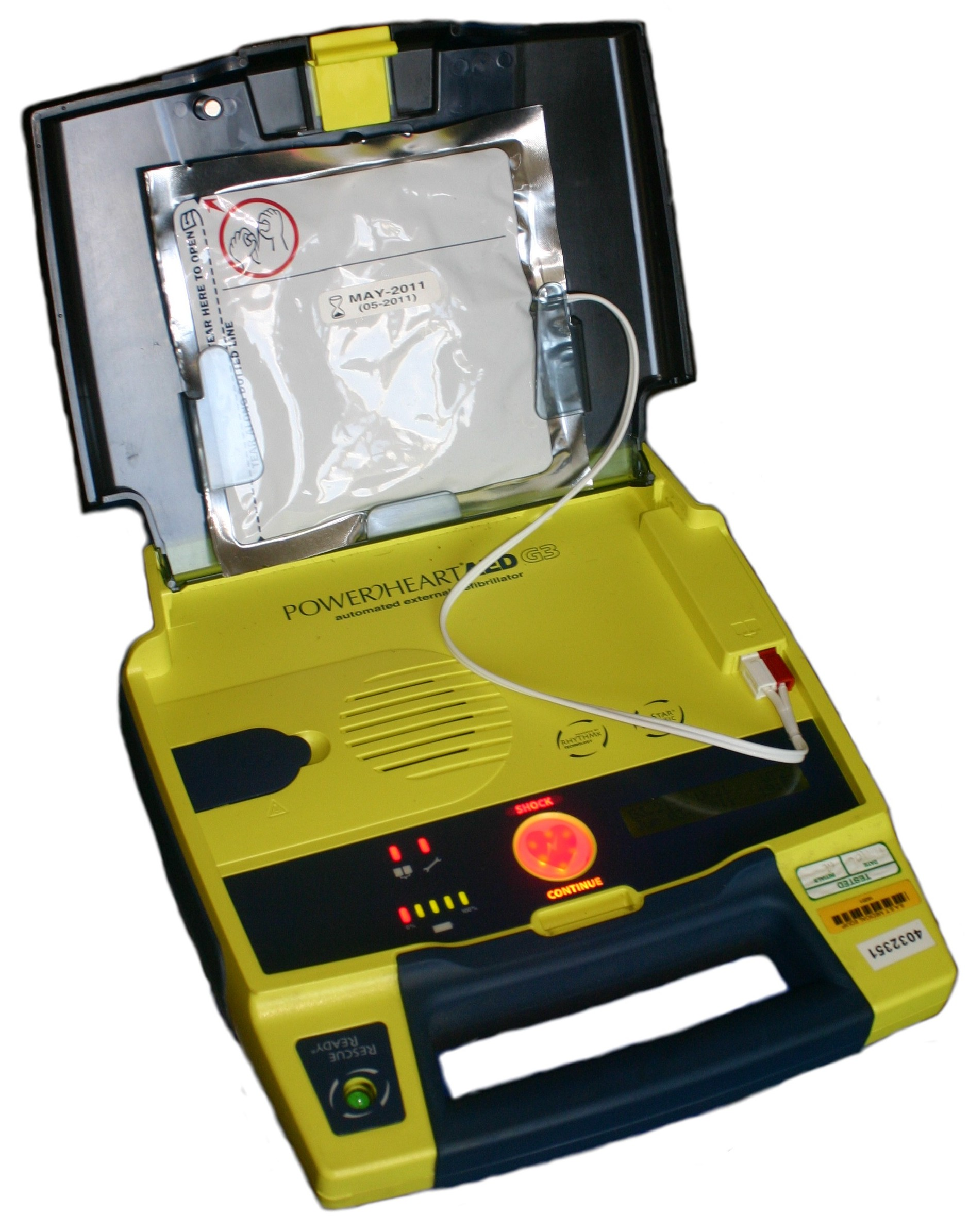
Automatizovaný externí defibrilátor

Defibrilátor je lékařský přístroj používaný k defibrilaci, tedy ke zrušení fibrilace komor. Defibrilátor je schopný elektrickým výbojem obnovit správnou činnost srdce. Při komorové tachykardii či fibrilaci komor není srdce schopno plnit svou funkci kvůli nekoordinovaným stahům. V těchto případech se defibrilací přeruší tento nezdravý stav pomocí silného elektrického výboje, aby se následně srdce mohlo pravidelně rozběhnout.
AED jsou defibrilátory optimalizované pro širokou veřejnost, která by za jejich pomoci měla být schopná poskytnout efektivnější KPR.
V cizině jsou tyto přístroje již běžně rozmístěny, avšak v České republice prozatím nedošlo k jejich rozšíření a veřejnost nebyla s použitím AED dostatečně seznámena.[zdroj?]

### Resuscitace za pomocí AED
1. Zjistíme, zda je osoba v bezvědomí.
2. Zavoláme pomoc z okolí.
3. Pošleme pro AED.
4. Zprůchodníme dýchací cesty a zjistíme, zda postižený dýchá.
5. Voláme 155 nebo (zejména v ostatních zemích EU) 112.
6. Do doby než bude AED přinesen, provádíme standardní kardiopulmonální resuscitaci
7. Otevřeme / spustíme AED.
  - po zapnutí nás bude AED navádět mluveným slovem
  - prvním krokem je nalepení elektrod na hrudník raněného
  - po nalepení elektrod nás AED vyzve, abychom se nedotýkali pacienta, a vyhodnotí jeho stav
  - při fibrilaci komor se AED nabije na příslušnou hodnotu a vyzve nás k podání výboje zmáčknutím tlačítka
  - při výboji se nedotýkejte pacienta.
8. po podání výboje pokračujeme v provádění kardiopulmonální resuscitace (postiženého neodpojujeme od elektrod)
  - pokud bude potřeba další výboj, AED nás přibližně po minutě upozorní k jeho podání.
  - pokud AED začne provádět vyhodnocení stavu pacienta (AED toto sdělí slovně), přerušíme provádění resuscitace po danou dobu
9. V zevní srdeční masáži pokračujeme, dokud:
  1. neobnovíme krevní oběh a dýchání (objeví se známky života – kašlání, polykání, pohyb, otevření očí)
  2. nepřevezme pacienta ZZS
  3. nedojde k úplnému vyčerpání zachránce.

## Zahájení a ukončení resuscitace
Včasné zahájení srdeční masáže je zásadní pro její účinnost. Při včasném provedení kardiopulmonální resuscitace je naděje na uzdravení velmi vysoká. Jediným přípustným zdržením je volání ZZS 155 nebo (zejména v zahraničí) 112, umístěním postiženého do vhodné polohy pro provedení resuscitace a případně úkony pro zmírnění nebezpečí pro postiženého nebo pro zachránce (např. vypnutí proudu).
Při každém kolapsu srdce tzv. infarktu myokardu, se doporučuje zavolat Záchrannou službu před samotným zahájením kardiopulmonální resuscitace (v případě jednoho zachránce), následná masáž se nesmí ničím přerušovat. Zástava oběhu je v případě dospělých nejčastěji způsobena fibrilací srdečních komor, což nelze odstranit bez patřičného vybavení (defibrilátoru) a s uplývajícím časem šance na uzdravení resp. život rychle klesá. Již po 5 minutách nastávají nevratná poškození centrální nervové soustavy.
Při obnovení základních životních funkcí postiženého kontrolujeme jestli dýchá až do příjezdu ZZS.

## Význam kardiopulmonální resuscitace

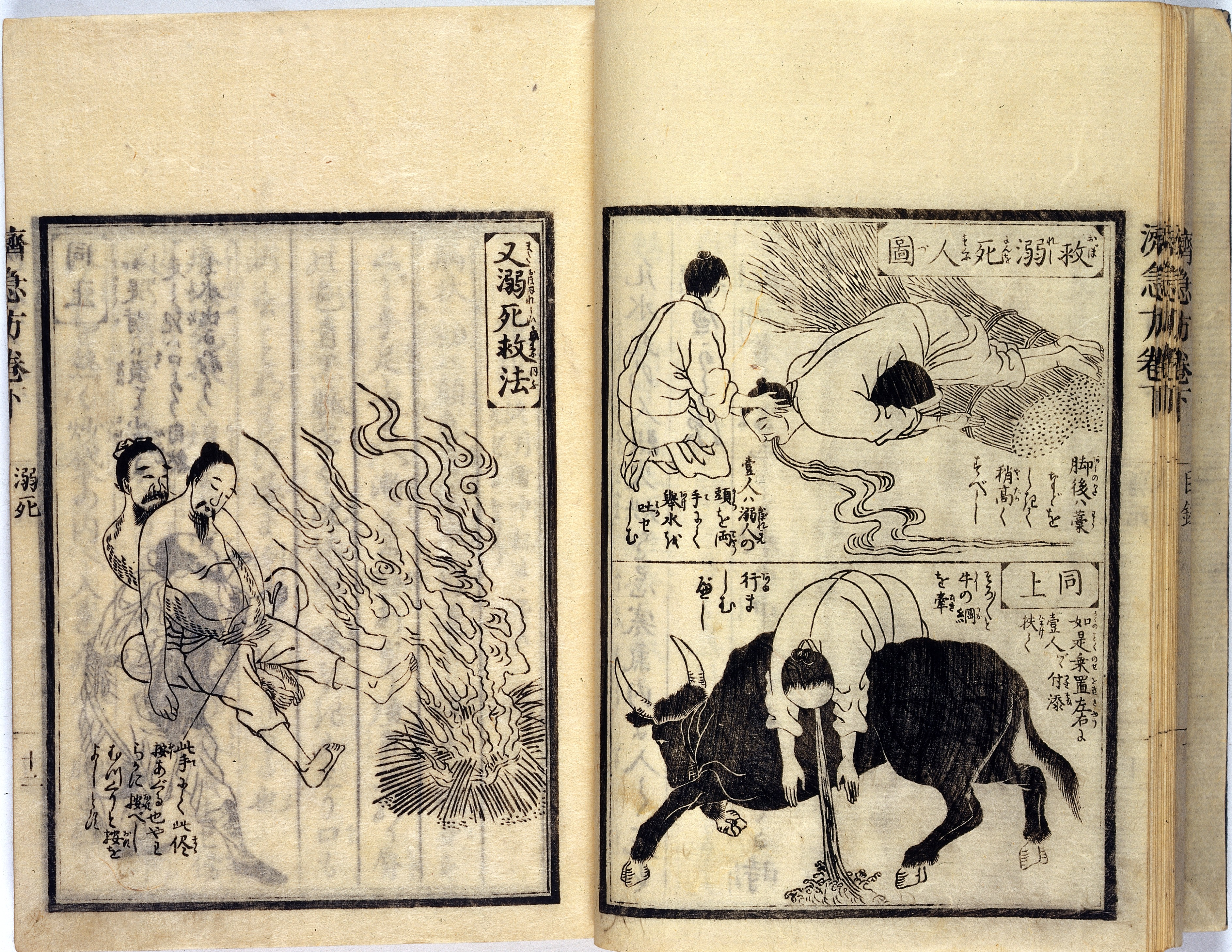
Tisíce let se lidé snaží pomocí zvrátit neodkladnost smrti (Japonsko 1790)

Hlavním významem srdeční masáže je překlenutí období mezi zástavou srdce a odbornou lékařskou pomocí. Několik minut od zástavy je reálná naděje na plné obnovení životních funkcí a plnohodnotného života. Srdeční masáž zřídka vyřeší původní problém, ale zpomalí postupný proces umírání.